# Duomo di Motta di Livenza
Il duomo di San Nicolò Vescovo è il principale luogo di culto cattolico di Motta di Livenza, in provincia di Treviso e diocesi di Vittorio Veneto; è sede della forania Mottense.

## Storia
La primitiva chiesa di Motta di Livenza, filiale della pieve di San Giovanni, fu costruita intorno al XI secolo.
Dal 1388 la chiesa di San Nicolò di Motta porta il titolo di chiesa del podestà.
L'attuale duomo fu iniziato nel 1516 e, a quanto sembra, nel 1539 era già concluso.
La consacrazione venne impartita il 2 giugno 1672.
Nel 1695 al duomo di Motta venne concesso il titolo di arcipretale.
Nel Duomo di San Nicolò è sepolto il cardinale Girolamo Aleandro (1480-1542) ed eretto nella controfacciata il monumento funebre nel 1755. Era già presente la Basilica per l'apparizione mariana de 1510. Nel 1516, il Duomo, dopo il terremoto del 1511,   verrà edificato ma solo  dopo venticinque anni i lavori prenderanno consistenza e sottolineeranno una forte presenza della Chiesa Romana in Terraferma: Papa Paolo III (1534-1549)  offrì su sollecito di Aleandro la somma di 281 ducati per la costruzione del Duomo. Il suo predecessore Papa Pio II, il 210°, dal (1458 al 1464)  nato Enea Silvio  Bartolomeo Piccolomini,  quasi cento anni prima, nel corso di una violenta invettiva anti veneziana aveva così sentenziato: «...vogliono apparire cristiani di fronte al mondo mentre in realtà non pensano mai a Dio e, ad eccezione dello stato, che considerano una divinità, essi non hanno nulla di sacro, nulla di santo». La costruzione del Duomo di San Nicolò avviene in epoca di Controriforma dopo che la Chiesa Veneziana aveva  perso la sua autorità.

## Interno e campanile
All'interno del duomo sono conservate varie opere di pregio, come il tabernacolo in marmo, il battistero e l'organo, costruito nel XVIII secolo da Gaetano Callido.
Il campanile venne costruito in stile veneziano tra il 1497 e il 1501.